# 13652 Еловіц
13652 Еловіц (13652 Elowitz) — астероїд головного поясу, відкритий 31 січня 1997 року.
Тіссеранів параметр щодо Юпітера — 3,623.